# بخش مرکزی شهرستان مه‌ولات
بخش مرکزی شهرستان مه‌ولات یکی از بخش‌های شهرستان مه‌ولات در استان خراسان رضوی ایران است.

## تقسیمات کشوری
- بخش مرکزی شهرستان مه ولات
  - دهستان مه ولات جنوبی به مرکزیت مهنه
  - دهستان حومه به مرکزیت عبدل‌آباد

شهرها: فیض‌آباد،عبدل‌آباد،شادمهر

## جمعیت
بنابر سرشماری مرکز آمار ایران، جمعیت بخش مرکزی شهرستان مه‌ولات در سال ۱۳۹۵ برابر با ۳۵٬۶۵۶ نفر بوده است.